# 1re armée (France, 1944-1945)
Pour un article plus général, voir 1re armée (France).
Pour les articles homonymes, voir 1re armée et 2e armée.
La 1re armée française est le nom donné aux unités militaires placées sous les ordres du général de Lattre de Tassigny et assignées à la libération du territoire français.
Elle est d'abord connue sous le nom de 2e armée (26 décembre 1943) puis d'armée B à partir du 23 janvier 1944. Ce n'est qu'en septembre 1944 qu'elle est officiellement appelée 1re armée française. Elle a été surnommée Rhin et Danube en raison de ses victoires remportées sur le Rhin et le Danube entre le 31 mars et le 26 avril 1945.
C'est la composante principale de l'Armée française de la Libération.

## Formation de la1rearmée

### Création
Avant de porter son nom définitif, la 1re armée est constituée en Afrique du Nord par la fusion, le 31 juillet 1943 :
- d'éléments venus des Forces françaises libres (FFL), engagés aux côtés du général de Gaulle depuis 1940 ;
- d'unités de l'Armée d'Afrique, restées fidèles au régime de Vichy jusqu'au débarquement allié en Afrique du Nord en novembre 1942 (amiral Darlan, général Juin).

La 2e DB du général Leclerc, fruit d'un amalgame entre un tiers de FFL et deux tiers de soldats de l'Armée d'Afrique, acheminée en Angleterre en avril 1944 et débarquée en Normandie en août, restera la plupart du temps en dehors de la chaîne de commandement de la Première armée française, débarquée en Provence. De même la 1re DFL, quoique combattant avec l'Armée d'Afrique depuis l'Italie, gardera ses spécificités et sera écartée de la campagne d'Allemagne.

### Provence août 1944

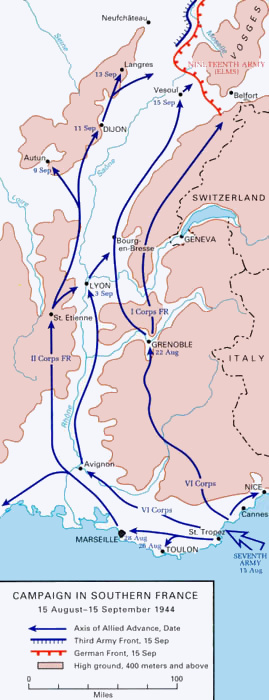
Avancée des forces américaines et françaises après le débarquement dans le Sud de la France, août-septembre 1944.

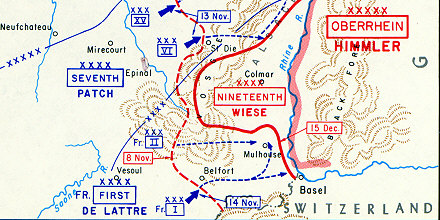
La trouée de Belfort percée, et la formation de la poche de Colmar, novembre-décembre 1944.

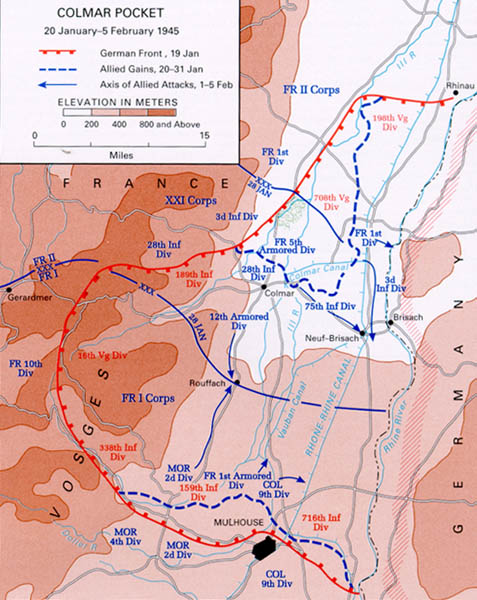
La bataille de la poche de Colmar, 20 janvier - 9 février 1945.

En août 1944, la 1re armée, encore appelée Armée B, débarque en Provence (opération Dragoon). Environ 255 000 hommes, et 5 000 auxiliaires féminins, débarquent dans les mois qui suivent ce débarquement. Cette armée est composée pour 82 % de soldats provenant d'unités de l'Armée d'Afrique (50 % de Maghrébins et de 32 % de Pieds-Noirs qui ont eu un taux de mobilisation de 18 %), de 10 % d'Africains noirs et de 8 % de Français de métropole. Dans les divisions, le pourcentage de soldats maghrébins variait entre 27 % à la 1re DB et 56 % à la 2e DIM. Par type d'arme, ce pourcentage était d'environ 70 % dans les régiments de tirailleurs, 40 % dans le Génie et 30 % dans l'artillerie. En septembre 1944, l'Armée B devient officiellement la 1re armée.

### L’amalgame
La 1re armée est ensuite renforcée par la fusion avec les Forces françaises de l'intérieur (FFI) décidée officiellement par décret du 23 septembre 1944.
Le général de Lattre confère le 10 octobre au général Molle le titre de « général adjoint chargé des FFI » en vue de préparer cet « amalgame » des unités FFI aux unités de l'armée d'Afrique de la 1re armée.
À la fin du mois de novembre 1944, on recense 75 000 FFI en France ; au total 114 000 FFI (dont 20 000 pour le front des Alpes) viendront s'ajouter aux effectifs de la 1re armée,,.
Les FFI intégrés à la 1re armée permettent de remplacer les contingents de l’Afrique noire de la 9e DIC (9 200 Africains) et de la 1re DMI (6 000 Africains) durant l'automne 1944 lors d'une opération de « blanchiment » voulue par de Gaulle,.
Concernant le « rajeunissement des divisions nord-africaines », durement éprouvées depuis la campagne d'Italie au sein du CEF, ce fut seulement au mois de février 1945 que l'amalgame 1re armée-FFI commença à se réaliser en remplaçant un régiment de tirailleurs dans chacune des trois principales divisions nord-africaines. Ainsi le 8e RTM de la 2e DIM, le 7e RTA de la 3e DIA et le 1er RTA de la 4e DMM furent remplacés par des régiments de FFI entre mars et avril 1945.
De Lattre écrira plus tard : « L'âme commune de l'armée Rhin et Danube est née de l'amalgame intime et fraternel des 250 000 soldats venus de l'Empire et des 137 000 FFI. »
Dans son ouvrage La Première Armée française. De la Provence à l’Allemagne 1944-1945 publié en 2021, l'historienne Claire Miot, maitresse de conférences en histoire contemporaine à Sciences Po Aix, cite les chiffres suivants, concernant les effectifs des unités FFI rattachées à la Première armée française, tirés des archives du Service Historique de la Défense (SHD) :
Répartition approximative des unités FFI officiellement amalgamées à l’armée régulière à la mi-octobre 1944
| Régions militaires | Front des Alpes | Front de l’Atlantique | Première armée française | 2e DB | Total             |
| ------------------ | --------------- | --------------------- | ------------------------ | ----- | ----------------- |
| 338 000 à 406 000  | 20 000          | 25 000 à 60 000       | 45 000                   | 3 000 | 431 000 à 534 000 |

Effectifs des unités FFI rattachées à la Première armée française par période
| Date               | Effectifs des unités FFI sous commandement de la Première armée française |
| ------------------ | ------------------------------------------------------------------------- |
| Mi-septembre 1944  | 25 000 à 26 000                                                           |
| Fin septembre 1944 | 27 000                                                                    |
| Mi-octobre 1944    | 40 000 à 45 000                                                           |
| Mi-novembre 1944   | 36 000 à 42 504                                                           |
| Fin novembre 1944  | 34 650                                                                    |
| Mi-décembre 1944   | 37 000 à 38 752                                                           |
| Fin décembre 1944  | 33 223                                                                    |
| Mi-janvier 1945    | 39 000                                                                    |
| Fin janvier 1945   | 38 974                                                                    |

### En Allemagne

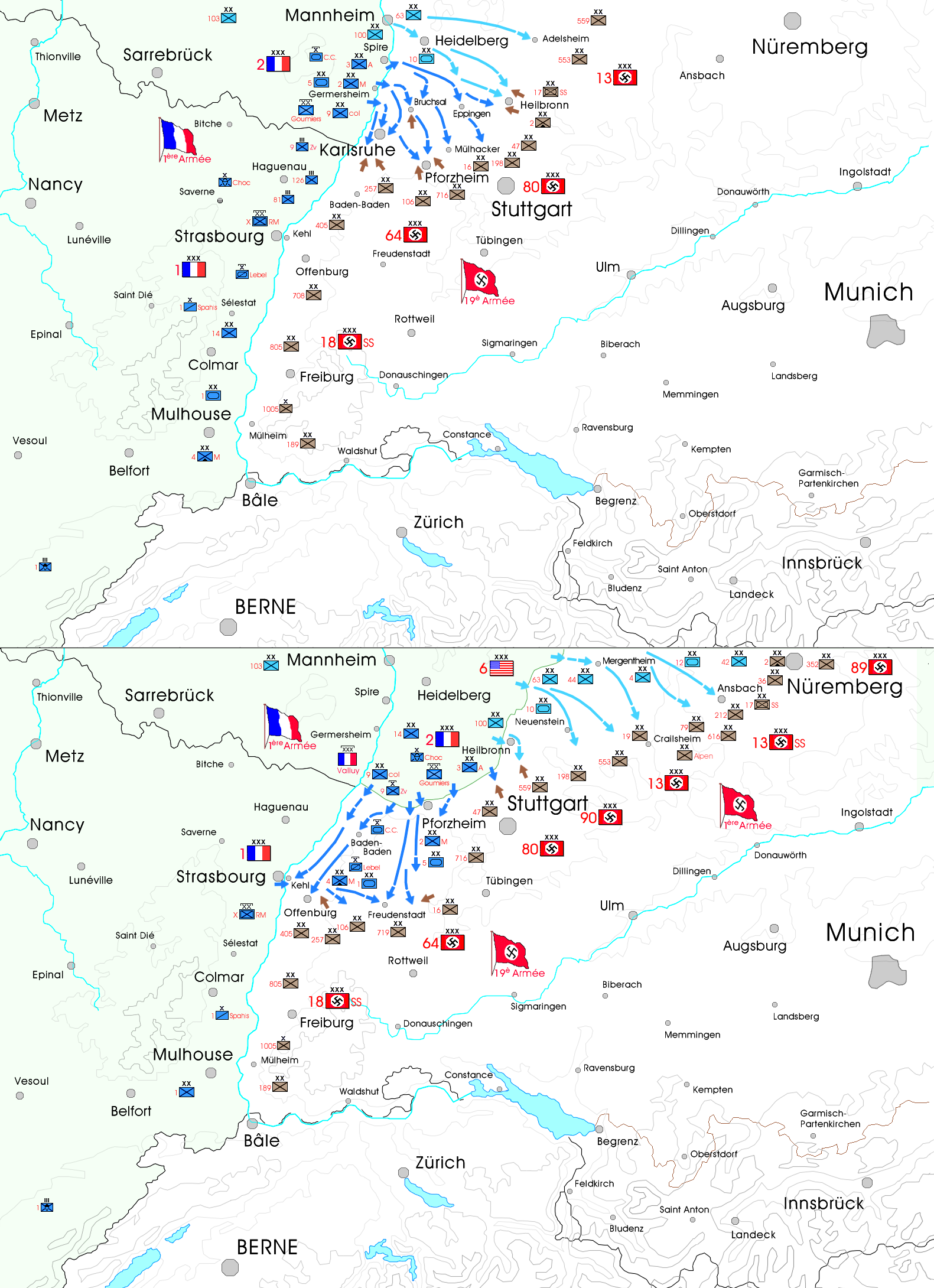
Rhin et Danube : 31 mars - 19 avril 1945.

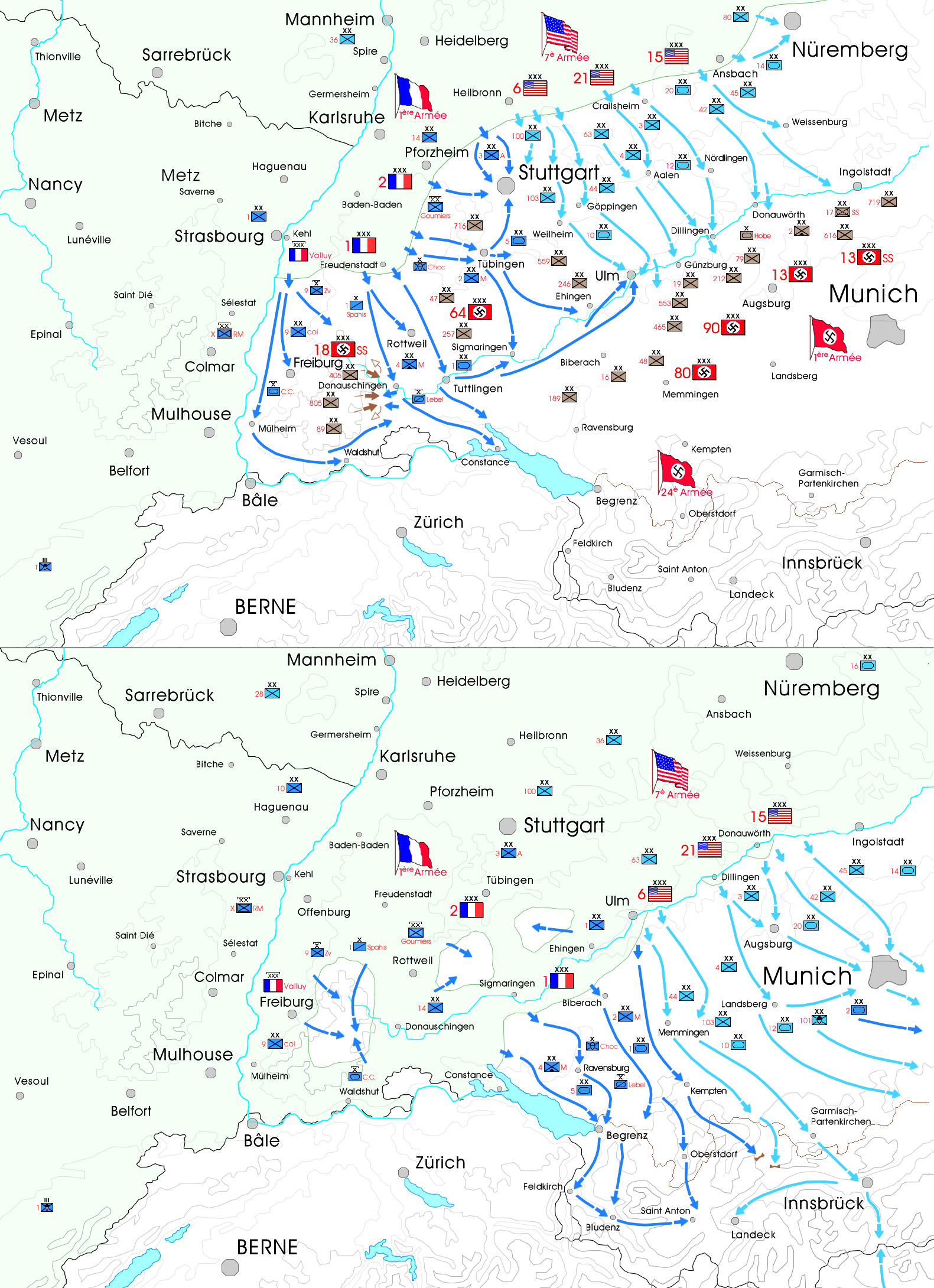
Rhin et Danube : 20 avril - 7 mai 1945.

En Allemagne, l'armée effective comptera jusqu'à 260 000 hommes. Les 18 000 hommes de la 1re DFL et la 27e division alpine, seront envoyés dans les Alpes et en Italie du nord en 1945, portant à peu près à 50 000 le nombre de soldats français dans les Alpes et en Italie du nord.
De facto, la 1re armée comprend alors l'ensemble des forces armées françaises engagées en Allemagne sous commandement français, tandis que la 2e DB reste sous commandement américain, des commandos, les 3e et 4e régiments SAS sont sous commandement britannique, et que le régiment de chasse Normandie-Niémen est placé sous commandement soviétique.
Toutefois, malgré les disparités entre unités, c'est une excellente formation, qui accomplira des exploits en Provence et surtout dans les Vosges, en Alsace et en Bade-Wurtemberg, faisant plus de 250 000 prisonniers (remis ensuite aux autorités militaires américaines puis rendus à la France) et neutralisant un nombre important d'ennemis.

#### Composition de la1rearméefrançaise au mois de mars 1945
La  1re armée en Allemagne est très différente dans sa composition, de celle qui a débarqué en Provence moins d’un an plus tôt ; d’une armée majoritairement constituée de soldats coloniaux, elle s'est transformé en « armée FFI ». Trois divisions FFI sont venues grossir ses effectifs (1re, 10e et 14e DI), la 9e DIC a été « blanchie » avant la bataille des Vosges en octobre 1944 et les trois divisions nord-africaines (2e DIM, 3e DIA, 4e DMM) sont devenues des divisions mixtes à partir de février 1945 : un régiment de tirailleurs sur trois a été rapatrié en Afrique du Nord, et les deux autres régiments ont vu leurs effectifs reconstitués par l’adjonction d’un bataillon FFI. Les divisions blindées (1re DB, 5e DB) sont peu concernées, car leurs unités sont essentiellement à base d’Européens. Claire Miot donne la composition suivante de la  1re armée française au mois de mars 1945 en pourcentage des effectifs basée sur un document d'archive du SHD  :
| Français  | 67% |
| Algériens | 14% |
| Marocains | 13% |
| Coloniaux | 4%  |
| Tunisiens | 2%  |

Note de Claire Miot : « Le tableau reprend les catégories telles qu’elles sont utilisées dans la source. Le terme de « Français » renvoie aux soldats européens, métropolitains ou non, tandis que le terme de « coloniaux » renvoie aux soldats colonisés non originaires d’Afrique du Nord. »

## Chronologie des opérations
- Le 17 juin les Coloniaux, Chocs, Commandos et Goumiers de l'Armée B se lancent à l'assaut de l'île d'Elbe[13]
- Juillet 1944 : création à partir des divisions du corps expéditionnaire français en Italie.
- 15 août 1944 : débarquement en Provence.
- 28 août 1944 : Libération de Toulon.
- 29 août 1944 : Libération de Marseille.
- 3 septembre 1944 : Libérations de Lyon et Villefranche.
- 8 septembre 1944 : prise d’Autun et ravitaillement en carburant à la mine des Télots[14].
- 12 septembre 1944 : jonction à Nod-sur-Seine avec la 2e division blindée venant de Normandie[15].
- 4 octobre 1944 : début de la bataille des Vosges.
- 18-21 novembre 1944 : bataille d’Alsace.
- 20 janvier-9 février 1945 : bataille de Colmar.
- 15 mars-24 mars 1945 : opération Undertone.
- 29-31 mars 1945 : franchissement du Rhin et de la ligne Siegfried et entrée en Allemagne[16].

- 3 avril 1945 : Prise de Karlsruhe.
- 24 avril 1945 : Prise d'Ulm sur le Danube.

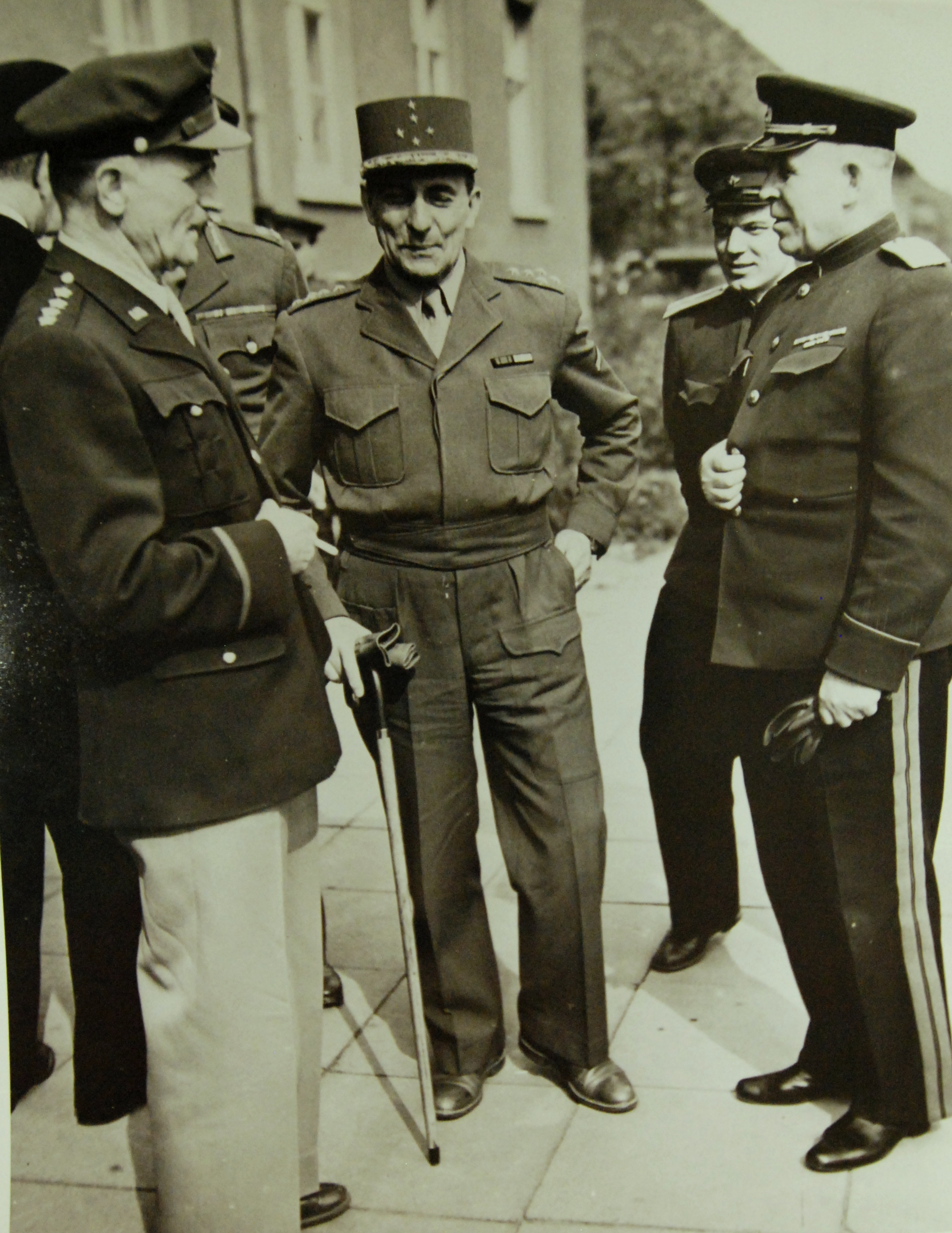
De Lattre lors de la signature de l'Armistice à Berlin.

- 8 mai 1945 : capitulation du Reich à Berlin, de Lattre représente la France.

## Effectifs de la1rearméeaoût 1944-mai 1945
| Période                               | Effectif | Jours |
| Provence (15 au 28 août 1944)         | 50 000   | 14    |
| Poursuite (septembre 1944)            | 77 000   | 27    |
| Vosges (octobre-novembre 1944)        | 123 000  | 49    |
| Belfort-Mulhouse (novembre 1944)      | 237 000  | 15    |
| Stabilisation (novembre-janvier 1945) | 248 000  | 52    |
| Colmar (janvier-février 1945)         | 265 000  | 20    |
| Garde au Rhin (février-mars 1945)     | 262 000  | 33    |
| Ligne Siegfried (mars 1945)           | 250 000  | 15    |
| Allemagne (avril-mai 1945)            | 252 000  | 40    |

## Pertes
Les pertes de la 1re armée depuis le débarquement de Provence en août 1944 jusqu'à mai 1945 sont estimées par le maréchal de Lattre de Tassigny à 13 874 tués et 42 256 blessés soit un taux de tués de 5,33 % par rapport aux effectifs moyens (260 000) de  la 1re armée. Les unités les plus éprouvées étant les régiments de tirailleurs,. À titre de comparaison, le taux de tués, sur la durée de la guerre, pour les armées britanniques s'élève à 5,2 % et celui des armées américaines à 2,5 %.
Les chiffres détaillés du Service historique de la défense font état eux de 9 237 tués (dont 3 620 Maghrébins) et 34 714 blessés (dont 18 531 Maghrébins) auxquels s'ajoutent les pertes de la 2e DB s'élevant à 1 224 tués (dont 96 Maghrébins) et 5 257 blessés (dont 584 Maghrébins). Ce qui donne au total 50 432 tués et blessés (dont 22 831 Maghrébins).
À noter que ces chiffres n'incluent pas les 13 679 FFI tués dont 3 000 victimes d'exécutions sommaires.

## Composition de la1rearmée
À l'automne 1944, elle compte environ 250 000 combattants (composée pour moitié d'éléments indigènes — maghrébins et africains — et pour moitié d'européens d'Afrique du Nord, plus des « Français  libres » du  général De Gaulle), auxquels viendront s'amalgamer progressivement environ 40 000 FFI principalement en remplacement partiel des troupes coloniales.
La 1re armée comprend deux corps d'armée :
- 1er corps d'armée commandé par le général Martin puis par le général Bethouart ;
- 2e corps d'armée commandé par le général de Larminat puis par le général de Monsabert.
- 5 divisions d’infanterie :
  - 1re DMI, (ex-1re DFL), général Brosset puis  général Garbay
  - 2e DIM, général  Dody puis général Carpentier
  - 3e DIA, général de Monsabert puis  général Guillaume.
  - 4e DMM, général Sevez puis  général Navereau
  - 9e DIC, général Magnan puis  général Morlière

- 3 divisions blindées (DB) :

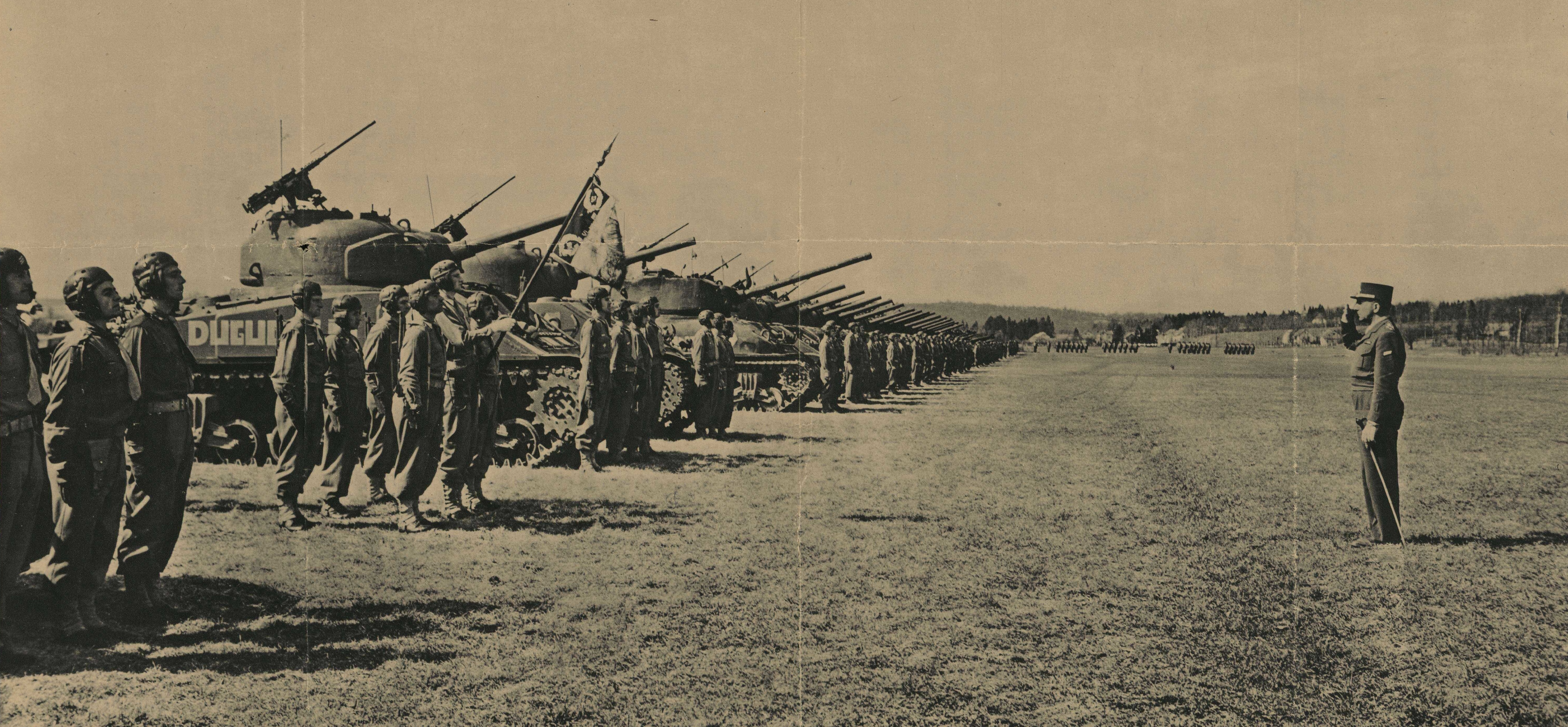
Le général de Lattre passant en revue le 5e régiment de chasseurs d'Afrique de la 1re division blindée le 13 novembre 1944.

  - 1re DB, commandée par le général Jean Touzet du Vigier, puis par le général Sudre.
  - 2e DB (ex-2e DFL) (épisodiquement), général  Leclerc
  - 5e DB. (ex 2e DB avant août 1943), général de Vernejoul
- Éléments non endivisionnés :
  - 4 Groupes de Tabors Marocains (GTM) du général Guillaume puis du colonel Émile Hogard;
    - 1er GTM, colonel Leblanc ;
    - 2e GTM, colonel Boyer de Latour ;
    - 3e GTM, colonel Massiet-Dubiest ;
    - 4e GTM (reconstitué en décembre 1944), colonel Parlange ;

  - Bataillon de Choc, lieutenant colonel Gambiez ;
  - 3e et 2e groupe du Régiment d’Artillerie Coloniale d’Afrique Occidentale Française (RAC/AOF),
  - 25e Bataillon Médical,
  - Groupe de commandos d'Afrique (GCA), lieutenant colonel Bouvet ;
  - Groupe de commandos de France ;
  - 14 groupes d'artillerie ;
  - 6 régiments de tank destroyers ;
  - 2 régiments blindés de reconnaissance ;
  - 4 régiments du génie et 3 régiments de pionniers ;
  - 12 groupes d'artillerie antiaérienne ;
  - compagnies de transmissions, transports, intendance, matériel, essence, santé…
- Autres divisions constituées tardivement, essentiellement à partir de FFI, très peu ou pas engagées dans les combats et qui ont servi essentiellement pour la sécurité, la garnison et un rôle d'occupation aux derniers jours de la guerre :
  - 1re DI
  - 10e DI
  - 14e DI
  - 27e DIA

## Quelques membres célèbres de la1rearmée
- Frantz Fanon[25]
- Marcel Manville[25]

## Uniformes et armement

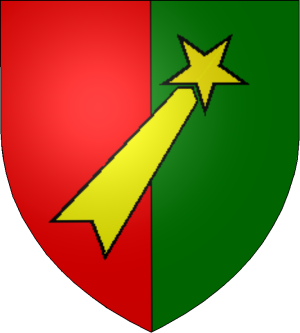
Blason de la 1re armée française, Rhin et Danube.

Les uniformes sont assez disparates : battle dress majoritairement américaines voire britanniques, modifiées avec des insignes et drapeaux français ajoutés, des casques Adrian 1926, des casques US de 1917 ou des casques US M1, des chéchias, des fusils Lee-Enfield, MAS 36 voire M1 Garand, des PM Thompson, Sten ou MAS 38, etc.

### Grandes unités ayant fait partie de la1rearmée

#### Corps d’armée
- 1er corps d'armée
- 2e corps d'armée
- 21e CAUS

#### Divisions blindées
- 1re DB
- 2e DB
- 5e DB

#### Divisions d’infanterie
- 1re DMI ou DFL
- 1re DI
- 2e DIM
- 3e DIA
- 4e DMM,
- 9e DIC
- 10e DI
- 14e DI
- 27e DIA
- 3e DIUS
- 28e DIUS
- 36e DIUS
- 75e DIUS

### Constitution d’une division blindée
Il s'agit d'une composition théorique type. Chaque DB pouvant être décomposée en 3 groupements tactiques, les CC (Combat command).
- 3 régiments de chars moyens
- 1 régiment de reconnaissance
- 1 régiment d'infanterie portée à 3 bataillons
- 1 régiment de tank destroyers (TD)
- 1 artillerie divisionnaire (3 groupes de 105 automoteurs)
- 1 groupe d'artillerie antiaérienne
- 1 bataillon du génie
- Des services

Constitution d’un Combat command
Subdivision d'une division blindée, il comporte 4 000 à 4 500 hommes et 1 000 à 1 200 véhicules.
- 1 régiment de chars moyens
- 1 escadron de reconnaissance
- 1 bataillon d'infanterie portée
- 1 escadron de tank destroyers (TD)
- 1 groupe d'artillerie automoteur de 105
- Éléments de service, train, génie, transmissions, FTA…

### Constitution d’une division d’infanterie
Il s'agit d'une composition théorique type. Chaque DI pouvant être décomposée en 3 groupements tactiques, les RCT (Regimental Combat Team).
- 3 régiments d'infanterie
- 1 régiment de reconnaissance blindé
- 1 régiment de tank destroyers (TD)
- 1 artillerie divisionnaire :
  - 3 groupes de 105,
  - 1 groupe de 155.
  - Groupe de 155 HM1 Howitzer 2 Régiment d'Artillerie Coloniale d'Afrique Occidentale
- 1 bataillon du génie
- 1 groupe d'artillerie antiaérienne
- Des services

Constitution d'un Regimental Combat Team
- 1 régiment d'infanterie à 3 bataillons
- 1 groupe d'artillerie
- Éléments de reconnaissance, génie, service…

## Principales batailles

### Provence

#### Débarquement en Provence
Le débarquement dans le sud de la France, nom de code Anvil puis Dragoon, a débuté le 15 août 1944. Confié au général Patch de la 7e armée américaine, il comporte trois phases principales.
- J-1 à J : opérations préliminaires
 Le groupement de commandos d'Afrique et le groupe naval d'assaut, associés aux forces spéciales américaines sont chargés de neutraliser les batteries côtières (Cap Nègre, plage du Canadel et pointe de l'Esquillon).
 Dans un même temps une division aéroportée Rugby Force est parachutée aux alentours du Muy afin de bloquer la nationale 98.
- Jour J : débarquement
 La Kodak Force, 3e, 45e et 36e DIUS appuyées par le CC1 de la 1re DB, débarquent sur les plages de Cavalaire, Saint-Tropez, Sainte-Maxime et Saint-Raphaël.
- Jour J+1 et suivants : débarquement de la 1rearmée française
  - 1eréchelon : 37 000 hommes et : 5 860 véhicules - 1re DFL, 3e DIA, CC2/1re DB, 2e RSAR, 7e RCA, 8e RCA, 2 groupes d'artillerie, Transmissions, Train.
  - 2eéchelon : 28 000 hommes et 3 500 véhicules - 9e DIC, les 3 GTM, le bataillon de choc, le RCCC, artillerie, FTA, pionniers.

#### Toulon
Compte tenu de la réussite de  ce débarquement allié, de Lattre décide de hâter la libération de Toulon et n’attend pas le débarquement de son second échelon. La mission est confiée à la 3e DIA (au nord) et à la 1re DFL (au sud) avec pour appui le 2e CC de la 1re DB et le 2e RSAR. Le centre du dispositif est donné à la 9e DIC.

 Pour cette opération on peut distinguer trois phases distinctes :
- investissement du secteur : à partir du 19 août, le 3e RSAR, le 2e RSAR puis le 7e RCA partent de Puget et contournent Toulon par le nord pour se placer à l’ouest (Bandol) et au nord-ouest de la ville (Quatre Chemins). Le 3e RTA quant à lui progresse en direction du nord de la ville et est rejoint le 21 par le bataillon de choc et le détachement de chars (3e RSAR). De son côté, la 1re DFL a progressé sur l’est de Toulon mais est accrochée en plusieurs points (Les Pousselons, Mont Redon, Golf Hotel). Pour le 6e RTS de la 9e DIC avec les chars du 2e RCA les accrochages ont lieu sur Solliès. Toujours à l’est, les commandos d’Afrique prennent le fort de Coudon ;
- démantèlement : la 9e DIC et la 1re DFL progressent à l’est de Toulon mais sont accrochées sévèrement (Massif du Touar, La Garde, Le Pradet et La Valette). Au nord, le bataillon de choc et le 3e RTA aidés de FFI investissent la ville et le fort de la Croix du Faron. L’accrochage le plus sérieux étant celui de la Poudrière. Néanmoins, les forces françaises parviennent à investir la ville et à couper les liaisons vers l’ouest ;
- la réduction définitive : le nettoyage de la ville est confié à la 9e DIC (4e, 6e et 13e RTS). La reddition de la ville a lieu le 26 août 1944.

Le bilan côté français est de 2 700 tués ou blessés dont 100 officiers.

#### Marseille
La prise de Marseille est anticipée du fait de la rapidité du déroulement des opérations sur Toulon. Ces deux batailles sont d’ailleurs très similaires dans leur déroulement en trois phases (investissement, resserrement et assaut final).

L’opération débute le matin du 20 août 1944 par la prise du carrefour du Camp par le 2e cuirassiers (CC1 de la 1re DB) qui ouvre ainsi la route au 7e RTA et aux trois GTM.
Après de durs combats les 21 et 22 août, le 2e cuirassiers et le 3e bataillon porté de zouaves, renforcés par le 2e GTM, s’emparent d'Aubagne.

Le 22 août, la ville de Peypin est investie par les CC1 (partiel), CC2 et le 1er GTM.

Ce même jour, outrepassant les ordres, le colonel Chappuis avec le 1er bataillon du 7e RTA et un escadron du 2e cuirassiers s’introduisent dans Marseille. Les 2e et 3e bataillons du 7e RTA sont quant à eux sérieusement accrochés respectivement au nord et au nord-est de la ville.

Malgré le soulèvement FFI et la pénétration du 7e RTA et du 2e cuirassiers jusqu’au centre de la ville, les Allemands résistent et leurs défenses restent intactes notamment en périphérie.

Après une tentative infructueuse de règlement à l’amiable le 23 août, les combats reprennent dès le 24. De Lattre engage alors le 3e RTA en provenance de Toulon.

Les affrontements des jours suivants sont violents et meurtriers notamment pour la prise de la colline de Notre-Dame-de-La-Garde (25 et 26 août – FFI, 82e bataillon du génie, 2e cuirassiers, II/3e RTA et I/7e RTA) et de la gare Saint-Charles (III/7e RTA). Mais, c’est au nord, au carrefour de la Gavotte, que les défenses sont les plus sérieuses avec l’ouvrage en béton de la « Feste » Fouresta (1er GTM et II/7e RTA).

Au sud, malgré quelques accrochages (6e tabor à Saint-Loup), la progression est plus aisée pour les 2e et 3e GTM. Ce dernier, après un dernier combat au Fort Napoléon du cap Croisette, contrôle le 28 août l’ensemble du littoral sud. Le 2e GTM quant à lui remonte sur le centre-ville et vient renforcer les tirailleurs algériens.

Le 27 août la plus grande partie de la ville est libérée, l’ennemi ne tient plus que les installations portuaires et quelques points au nord de la ville. Il se rend finalement le 28 août au 1er GTM qui vient d’être renforcé par des éléments blindés du CC1 de la 1re DB.

#### Draguignan
La préfecture du Var fut libérée le 16 août 1944.

#### Aix-en-Provence
La ville d'Aix a été libérée le 22 août 1944 par les forces, réunies le 19 août 1944, de la Résistance provençale, de la 3e division américaine et de la 1re armée française libre commandée par le général de Lattre de Tassigny.

#### Bilan
En deux semaines la Provence aura été reprise. Grenoble est libérée le 22 août (soit 83 jours avant la date prévue), Toulon le 23 août, Montélimar le 28 août et Marseille le 29 août. Les forces alliées, remontant la vallée du Rhône, rejoindront le 12 septembre, à Nod-sur-Seine, au nord de la Bourgogne celles du front de l'ouest (venant de Normandie). Lyon est  libérée  le  3 septembre.
Du 15 au 29 août (prise de Marseille), les pertes de cette Armée B s'élèvent à 933 tués, 19 disparus et 3 732 blessés, les jours les plus terribles étant les 23 et 24 août. Environ 35 000 Allemands et soldats de l'Axe (Italiens, Hongrois, etc.) ont été capturés.

### Campagne d'Alsace

#### Mulhouse
Le 20 novembre 1944, le 2e bataillon du 6e régiment de tirailleurs marocains, agissant en renforcement de la 1re DB, arrive aux portes de Mulhouse. Les premiers coups de feu sont entendus vers 16 heures. Ils sont rejoints dans la soirée par les blindés du général Caldairou, arrivant de Pfetterhouse et de Kembs. À 20 heures, le groupement Gardy a pris pied sur le canal situé à l’ouest de la gare, mais la nuit interrompt la progression. Les troupes allemandes en profitent pour fortifier leurs positions dans les casernes de la ville.
Le 21 novembre, à partir de 8 heures, les tirailleurs, partis du Rebberg, prennent la gare à 8 heures. Leur objectif est d’atteindre la caserne Coehorn en passant par la Hermann Goering Platz (place de la République), la Wildemannstraße (rue du Sauvage), qu’ils atteignent à 10 heures, et l’avenue de Colmar.
L’avance des troupes est retardée par les Mulhousiens, de plus en plus nombreux à descendre dans les rues. À midi, la caserne est en vue, mais ce n’est que vers 20 h 30, après plusieurs tentatives et avec l’aide des blindés que le bâtiment central sera pris. Et la caserne ne sera totalement nettoyée que le lendemain à midi. Les Allemands se regroupent dans la caserne Lefèbvre.
Le 23 novembre, c’est la 7e compagnie de tirailleurs marocains, appuyés par des chars, qui est chargée de s’en emparer. Une section a réussi à parvenir dans un bâtiment proche, mais les Allemands contre-attaquent et, pour les dégager, le lieutenant Jean Carrelet de Loisy pénètre avec son char Austerlitz dans la cour de la caserne. Un tir de panzerfaust touche le dessus de la tourelle du char, le lieutenant est tué sur le coup. Mais grâce à cette intervention, les tirailleurs peuvent se dégager.
La prise de la caserne Lefèbvre marquera la fin des combats dans Mulhouse, mais les Allemands tiendront Lutterbach et Bourtzwiller jusqu’à début février 1945.

#### Passage du Rhin
Le 31 mars et 2 avril 1945 la 1re armée française entreprend 3 points de franchissements d'assaut du Rhin, à partir de Germersheim et les environs.
 Un groupement aux ordres du colonel Cazeilles commandant le 21e régiment d'infanterie coloniale reçoit la mission d'établir une tête de pont sur Rheinsheim-Philippsburg, Dettenheim, Linkenheim et Leopoldshafen sur la rive droite du Rhin. Une fois celle-ci réalisée, la 9e division d'infanterie coloniale traversera le fleuve.
Le 2 avril, l'élément d'assaut est constitué par le 1er bataillon du 21e RIC renforcé par deux sections de mortiers et des embarcations du génie appuyés par la compagnie de canons du 21e RIC, une batterie de canons antichars et un peloton de tanks Destroyers M10 du Régiment colonial de chasseurs de chars.

Il est prévu de transporter les troupes d'assaut sur 12 storm boat (en), transportant 6 fantassins et 24 bateaux M2 à fond plat transportant soit un GMC soit 12 hommes par passage.

Finalement ce sont 7 storm boat et 9 bateaux M2 qui sont utilisés pour transporter 2 sections de la 3e compagnie du 1er bataillon du 21e RIC après un pilonnage d'artillerie, de tanks Destroyers M10 et de canons antichars sur 5 blockhaus situés sur la rive droite du Rhin. 

A 11h20, l'assaut est lancé et malgré les rafales de mitrailleuses postées dans les blockhaus, les troupes d'assaut prennent pied et établissent une tête de pont après la prise, à la grenade, des casemates permettant au reste du bataillon de traverser le fleuve, malgré le réveil de l'artillerie allemande.

Après avoir repoussé quelques attaques, la zone étant sécurisée les troupes d'assaut continuent leur progression mais la 3e compagnie est arrêté devant Linkenheim et la 1re devant Leopoldshafen. La progression fut reprise, avec succès, le lendemain.

Au soir le franchissement du Rhin par le 1er bataillon aura coûté 12 tués, 25 blessés et 2 disparus. Les pertes allemandes, plus importantes, ne sont pas connues.

### Campagne d'Allemagne
- 30 mars au 2 avril : Franchissement du Rhin à Speyer, Kronau, Germersheim et Neudorf par la 3e DIA et la 2e DIM
- 2 au 4 avril : bataille de Karlsruhe, combats de Graben-Neudorf, Weingarten et Hagsfeld (2e DIM)
- 3 au 9 avril : marche sur l'Enz, combats d'Unteröwisheim, Bahnbrücken (de), Bauerbach (de), Gondelsheim, Königsbach, Maulbronn, Lauffen, Mühlacker, Hohenhaslach (de), Pforzheim, et Besigheim (3e DIA et 2e DIM)
- 17 au 22 avril : bataille de Stuttgart, combats à Wurmberg, Wimsheim, Mönsheim, Malmsheim (de), Wildberg, Höfingen, Nufringen et Stuttgart (3e DIA et 2e DIM)
- 17 au 25 avril : bataille de la Forêt-Noire, combats à Sankt Georgen, Aasen et Behla (4e DMM)
- Bataille du Jura-Souabe, combats dans le massif du Schönbuch (de), à Dusslingen, Talheim, Burladingen et Bremelau (2e DIM)

## Hommages
« Aux Soldats de la Première Armée Française qui, devant l’Histoire, ont payé le Prix de la Liberté.

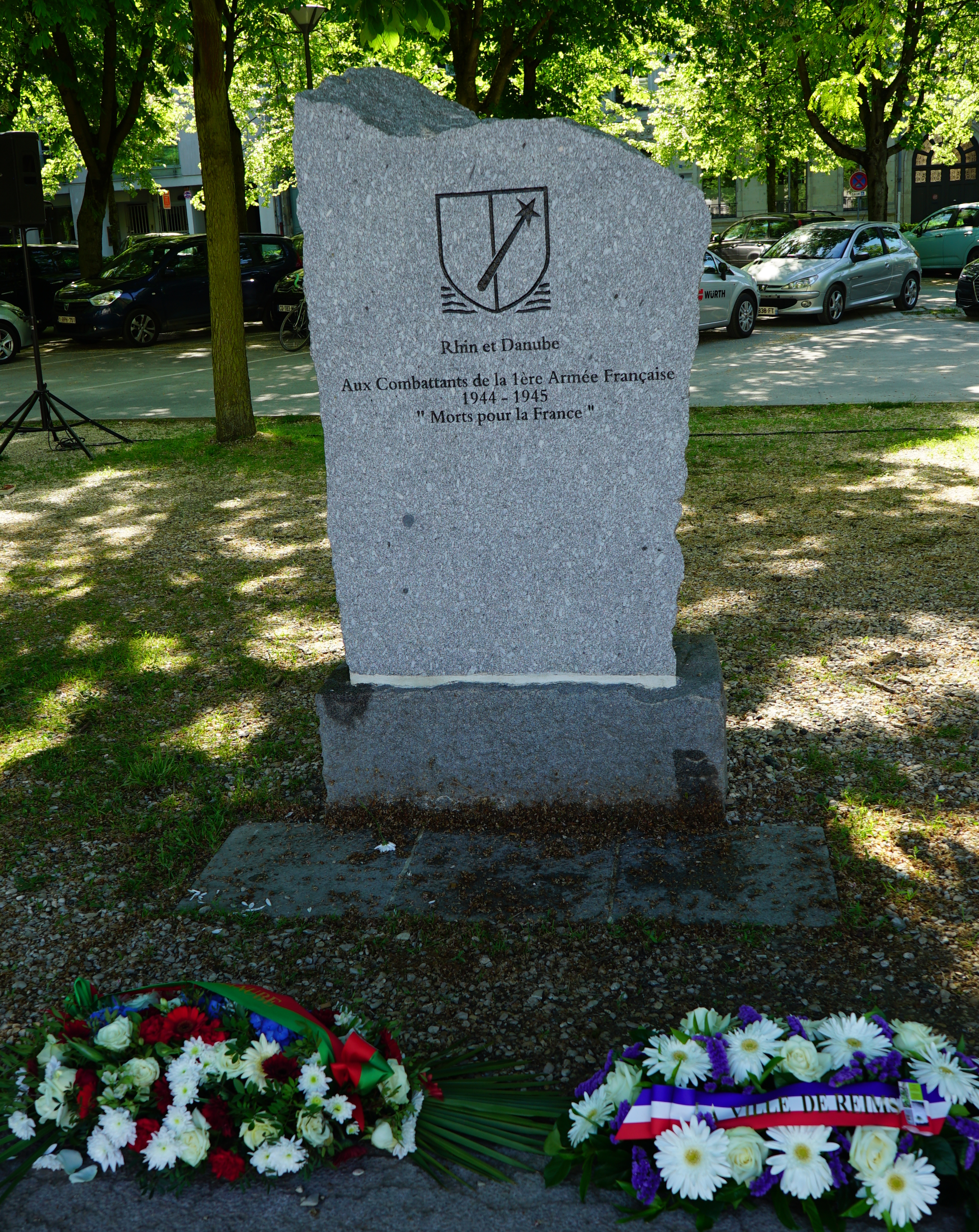
Mémorial à Reims.

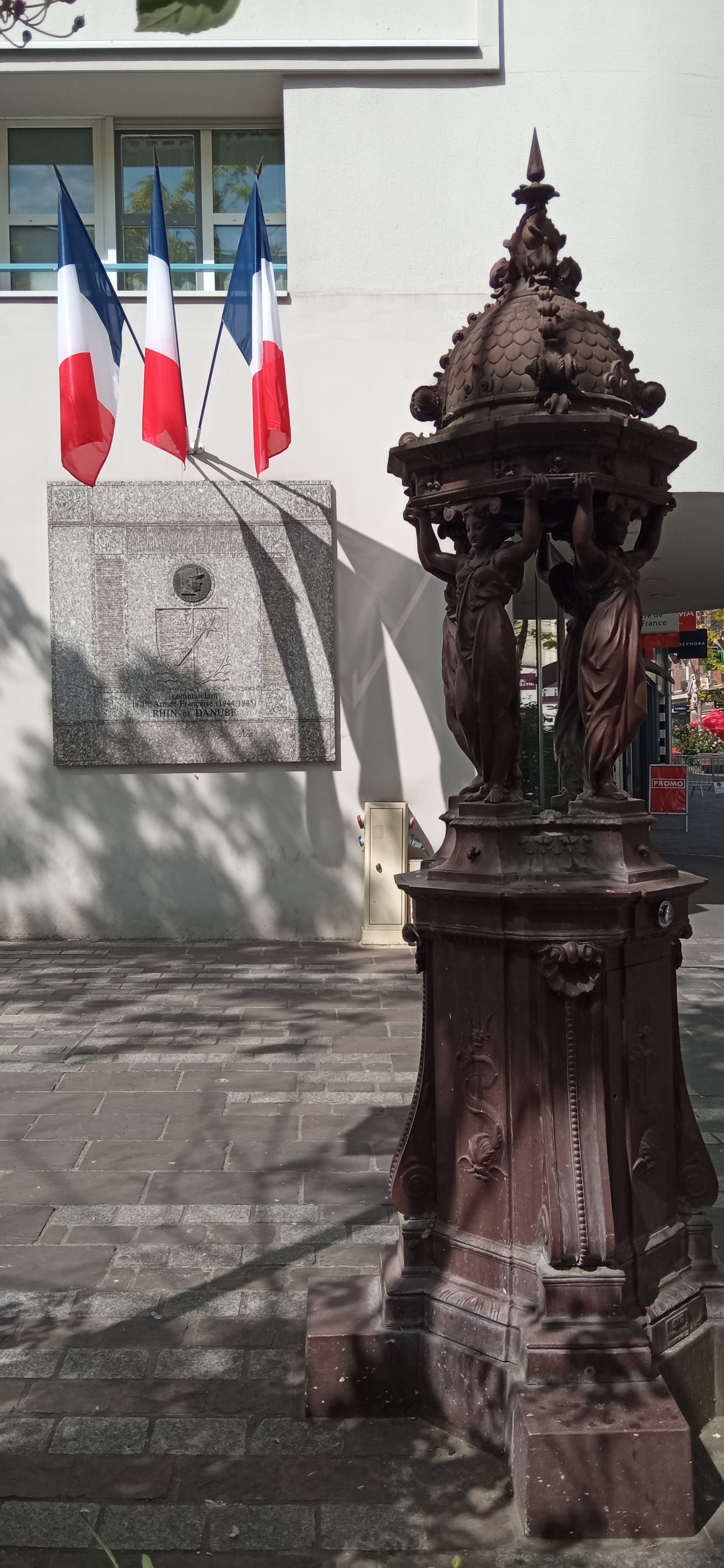
Mémorial à Colombes.

La France pourrait-elle oublier cette Armée venue d’Afrique qui réunissait les Français libres de la 1re DFL, les pieds noirs, les goumiers et les tirailleurs marocains, algériens, tunisiens, sénégalais, les soldats des territoires d’Outre-mer, les évadés de France par l’Espagne, les anciens de l’Armée d’Armistice et des Chantiers de Jeunesse.
La France pourrait-elle oublier ces 250 000 hommes auxquels, par la volonté du Général Jean de Lattre de Tassigny, vinrent s’amalgamer 150 000 volontaires des Forces Françaises de l’Intérieur.
La France pourrait-elle oublier que cette armée a libéré le tiers de son territoire et que, sans elle, son chef n’aurait pas été à Berlin le 8 mai 1945 pour signer l’acte de capitulation de l’Allemagne.
Pourrions-nous accepter que nos cimetières où se mêlent par milliers, les croix chrétiennes, les étoiles juives et les croissants de l’Islam, soient ensevelis sous l’oubli et l’ingratitude.

Le Souvenir ! C’est non pas seulement un pieux hommage rendu aux morts, mais un ferment toujours à l’œuvre dans les actions des vivants. »
— Discours de Charles de Gaulle du 23 avril 1968, Plaque commémorative de la 1re armée - Esplanade des Villes-Compagnons-de-la-Libération (quai Henri IV, Paris)
La promotion 2023 de l'école des commissaires des armées porte le nom de Rhin et Danube en hommage à la 1ère armée.

## Abréviations
- CC : Combat command
- DB : division blindée
- GCA : groupe de commandos d'Afrique
- GTM : groupe de tabors marocains
- DFL : division française libre
- DI : division d'infanterie
- DIA : division d'infanterie algérienne
- DIC : division d'infanterie coloniale
- DIM : division d'infanterie marocaine
- DMI : division de marche d'infanterie
- DMM : division marocaine de montagne
- FTA : forces terrestres antiaériennes
- RCA : régiment de chasseurs d'Afrique
- RCCC : régiment colonial de chasseurs de chars
- RCT : Regimental Combat Team
- RICM : régiment d'infanterie coloniale du Maroc
- RSAR : régiment de spahis algériens de reconnaissance
- RSM : régiment de spahis marocains
- RTA : régiment de tirailleurs algériens
- RTM : régiment de tirailleurs marocains
- RTS : régiment de tirailleurs sénégalais
- RTT : régiment de tirailleurs tunisiens

### Documentation
- Rhin et Danube, site internet retraçant l'extraordinaire épopée de la Première Armée française.